# Torre del Reloj (Gijón)

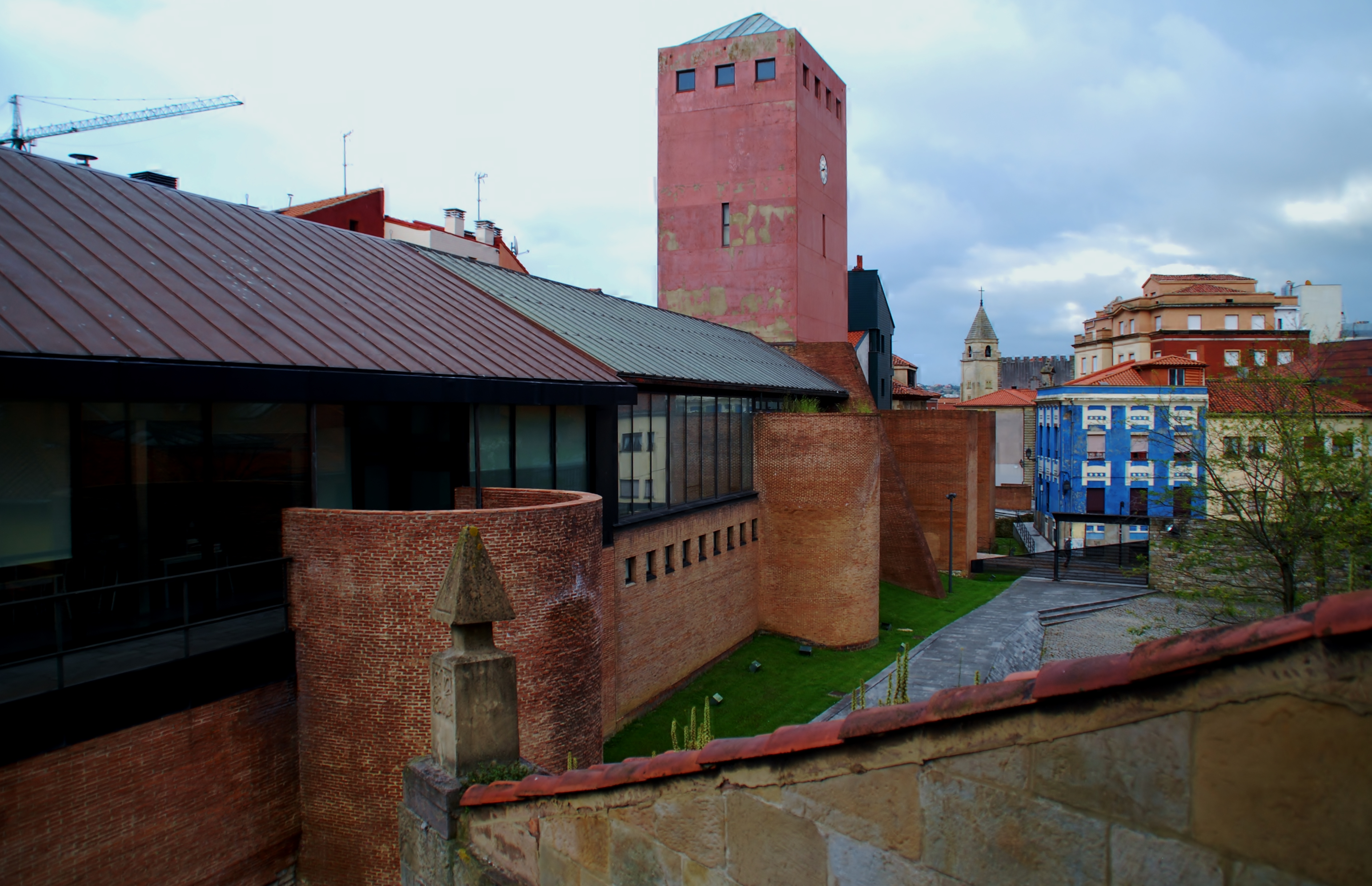
La reconstrucción de la muralla romana, el Archivo Municipal y la Torre del Reloj.

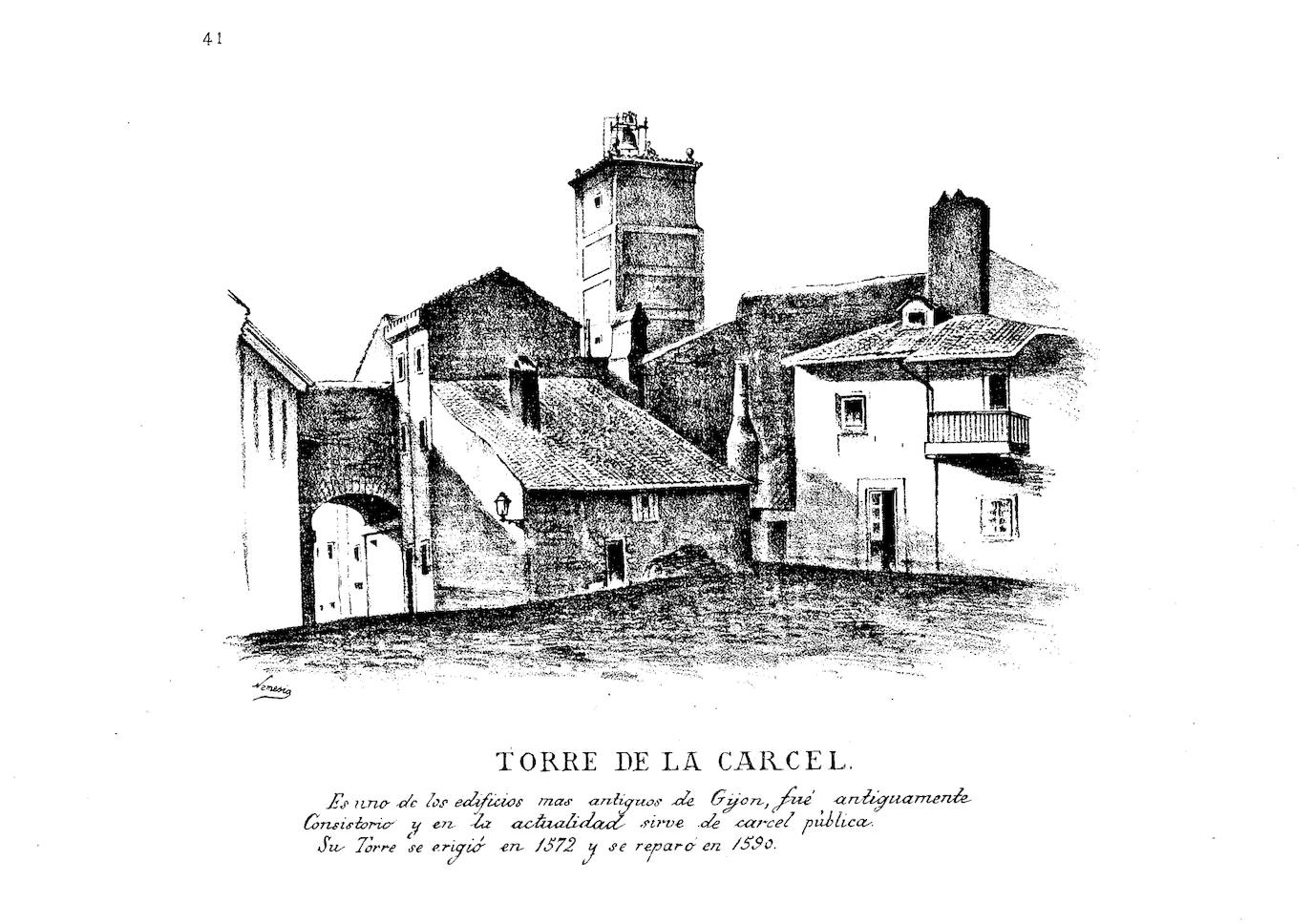
La antigua torre en el año 1884.

La Torre del Reloj es un edificio del año 1572, ubicado en el barrio gijonés de Cimadevilla (Asturias, España), que se reconstruyó el año 1989 en el mismo lugar con la idea original de que sirviera de museo y de mirador sobre la ciudad, sin tener ese uso actualmente.

## Historia
Situada en un lateral de las 2 torres de acceso al asentamiento romano amurallado de Gijón, habiendo restos arqueológicos de la puerta de la muralla en la base.
La torre original, de 1572, sirvió principalmente de cárcel hasta su demolición en 1911 ya que se había abierto la cárcel de El Coto. La torre, durante algunos años, había sido la sede del Ayuntamiento. Entre 1989 y 1995 la torre se reconstruye, bajo la dirección del arquitecto Francisco Pol,en una estética rodeada de polémica y pasa a tener un museo sobre la historia arqueológica de Gijón hasta su cierre en 2009. En la actualidad no tiene uso y ya se ha descartado el uso turístico como mirador.

## Distribución del museo (1995-2009)
El museo tuvo que cerrar por no cumplir requisitos básicos de accesibilidad, así era su distribución:
- 1.ª planta: Documentación de la época romana
- 2.ª planta: Restos arqueológicos de la época romana
- 3.ª planta: Muestras sobre la Fábrica de Salazones
- 4.ª planta: Paso de la Antigüedad a la Época Moderna
- 5.ª planta: Desarrollo urbano desde el siglo XVIII al siglo XX
- 6.ª planta: Mirador